# Surimi
Pour les articles homonymes, voir Bâtonnet (homonymie).
Le surimi, appelé souvent à tort « bâtonnet de crabe », est un produit alimentaire réalisé à base de chair ou de pâte de poisson, appelée 擂り身 (surimi, « poisson haché ») en japonais. Les espèces utilisées pour le surimi produit en France sont des poissons sauvages à chair blanche pêchés en haute mer ; plus couramment le colin d'Alaska ou le merlan bleu de l'Atlantique Nord, et parfois aussi d'autres espèces comme le merlu blanc du Pacifique ou itoyori (ceux-ci sont les poissons de la famille des Nemipteridae). Il peut se présenter sous diverses formes : bâtonnets, dés, médaillons, miettes, râpé, découpé en tranches, voire en forme de pince ou de queue de crustacé.

## Terminologie
En japonais, le surimi (au sens français) est appelé (魚肉練り製品 (gyoniku neri seihin, « produits de pâte de poisson »), que ce soit le kamaboko, le kani-kamaboko au parfum de crabe ou d’autres préparations. Celles-ci sont confectionnées à partir de pâtes de poisson appelées 擂り身 ou すり身  (surimi, « poisson haché »), provenant de la chair de 魚のすり身 (sakana no surimi, « pâte de poisson »).
Le « surimi », en français, est un produit fini alimentaire destiné à la consommation humaine obtenu à partir de pâte de poisson (« surimi » en japonais, « surimi-base » en français).
Dans les textes en langue française, les organismes internationaux de régulation de la pêche ou de statistique, notamment la FAO (Organisation des Nations unies pour l’alimentation et l’agriculture), et les associations de producteurs font une distinction entre (1) poissons, (2) chair de poisson, (3) pâtes de poisson — tous trois destinés à la fabrication de surimi, et (4) préparations à base de pâtes de poisson. Mais on trouve des traductions de textes anglais où le terme surimi est utilisé au sens de « pâte de poisson ». Selon les textes, on trouve ainsi le terme « surimi » au sens de poissons, de chair de poisson, de pâte de poisson ou de préparation à base de pâte de poisson. 
La version de la norme Afnor du 13 février 2016 V45-068 définit en France le surimi comme un produit fini prêt à être consommé.

## Histoire
La recette du surimi existe en Asie du sud est depuis l'antiquité. Il portait alors le nom de kamaboko (littéralement « chair de poisson »). Le procédé consistait à rincer la chair de poisson à l'eau douce, puis à la saler afin d'en prolonger la conservation et de se constituer des provisions de protéines au-delà des saisons de pêche.
Dans les années 1970, la pénurie de chair de crabe dans l’archipel nippon amène les cuisiniers japonais à puiser dans leurs traditions culinaires pour inventer le kani-kamaboko (littéralement « chair de poisson au crabe »), qui connait un vif succès. Rattrapé avec le temps par la mode du sushi, ce produit trouve vite un nouveau débouché : l'exportation vers les pays occidentaux. 
En 1985, les premiers bâtonnets de surimi font leur apparition en Europe. Des industriels agro-alimentaires français, croyant au potentiel du surimi, développent des sites de production en France. L'appellation d'origine kani-kamaboko devient « bâtonnets de surimi saveur crabe », puis plus simplement surimi (qui, au Japon, désigne la chair ou la pâte de poisson frais et non les bâtonnets que l'on consomme en Europe). Au Canada francophone, l'expression « goberge à saveur de crabe » est employée le plus souvent ou « simili-crabe, ». Le Japon est le premier consommateur mondial de surimi. Le produit connait un succès grandissant, au point que les Français sont aujourd'hui les premiers consommateurs en Europe.

## Poissons utilisés
Les espèces de poissons utilisées pour la fabrication des bâtonnets de surimi sont des poissons sauvages pêchés en pleine mer, notamment :
- merlan bleu et merlan blanc du Pacifique Nord ;
- colin d'Alaska ;
- hoki d’Argentine ;
- anchois du Pérou ou du Chili ;
- certains poissons asiatiques : eso, itoyori, kintokidai.

## Composition
La proportion de produits de la mer entrant dans les diverses préparations appelées « surimi » est très variable. Cette proportion peut être proche de 100 %, comme pour certains kamaboko de qualité. Elle peut être inférieure à 25 %, le surimi contenant surtout — notamment pour certains « bâtonnets de crabe » — de l’eau, de l’amidon de blé, de l’amidon de maïs, du soja, des protéines de soja, du sucre ou du blanc d’œuf.
La liste des ingrédients et la composition typique d'un surimi vendu en France sont les suivants :
- Chair de poisson (30 à 40 %)
- Eau (30 à 40 %)
- Fécule de pomme de terre ou amidon de blé transformé (5 à 10 %)
- Blanc d'œuf réhydraté (0 à 10 %)
- Huile de colza (3 à 6 %)
- Stabilisants : sorbitol, polyphosphates ou sucre (jusqu'à 3 %)
- Sel ou glutamate de sodium (0,5 à 1,5 %)
- Arômes naturels ou artificiels (contient crustacés, mollusques, poissons) (1 %)
- Paprika (colorant naturel orange) (0,1 %)

En fonction du fabricant, le surimi peut également contenir des gélifiants (carraghénanes), de la gélatine, des exhausteurs de goût (glutamate de sodium), protéines de soja ou encore des épaississants (gomme de xanthane).
La législation européenne sur la composition du surimi reste encore très laxiste. Depuis 1997, le surimi fabriqué en France est régi par la norme Afnor NFV 45-068, selon laquelle tout produit doit avoir une teneur minimale de 30 % de chair de poisson. Les producteurs français de surimi sont cependant particulièrement montrés du doigt pour leur manque de transparence.
Il est également à noter que ce qu'on appelle « arôme naturel de crabe » est le plus souvent d’origine synthétique et réalisé à partir d’extraits du broyage de déchets de fabrication des boîtes de crabe, de crevettes décortiquées, de bisques, de carapaces de crustacés récupérés, décortiqués et précuits. Il est appelé « arôme naturel » car les ingrédients à partir duquel il est fabriqué sont naturels, mais ont subi de nombreux ajouts et transformations. Ainsi, dans la nomenclature européenne des additifs alimentaires, l’arôme de crabe contient les ingrédients suivants : sorbitol, eau, sel, protéines de blé hydrolysées et levure autolysée. Bien que la levure autolysée contienne de petites quantités de substances odoriférantes, ce sont les protéines de blé hydrolysées et la levure autolysée qui lui donnent son arôme.

## Fabrication

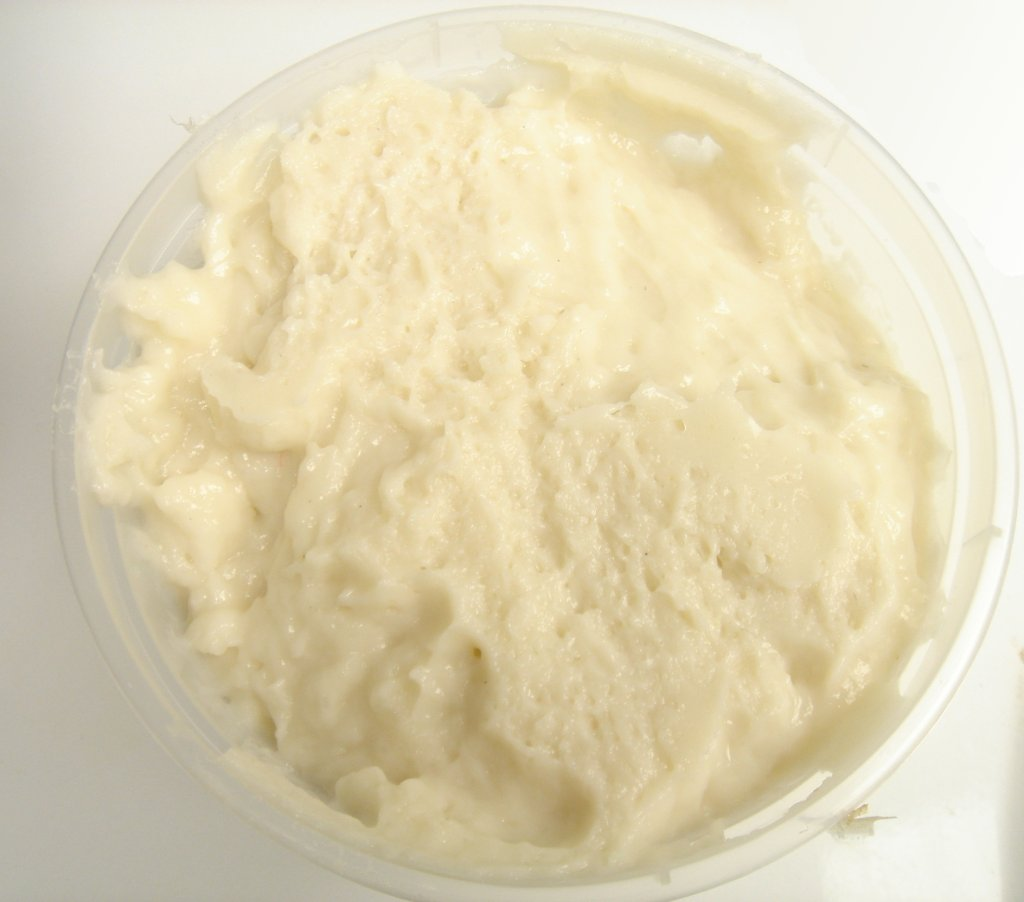
Du « surimi base » avant sa transformation

Le surimi commercialisé en France est en majeure partie produit dans ce pays.
La fabrication se déroule en deux étapes principales : la transformation du poisson en surimi base, puis du surimi base en bâtonnets de surimi.
- La première étape se déroule en mer à bord de bateaux-usines, ou à terre sitôt les poissons pêchés. Ceux-ci sont étêtés et vidés. Peau, nageoires et arêtes sont retirées. Seule la partie noble du poisson, sa chair, est conservée pour être ensuite mixée, lavée plusieurs fois à l'eau douce et pressée. On élimine ainsi les protéines solubles (enzymes), le sang, le gras, les tissus conjonctifs. Ces étapes permettent de former le « surimi base ». Celui-ci se présente sous forme d'une pâte blanche sans goût, riche en protéines et pauvre en lipides. On ajoute au surimi base une petite quantité de cryoprotecteurs (polyphosphates, sucre ou sorbitol) pour améliorer la résistance des protéines au froid. Cette pâte va ensuite être congelée à −30 °C en plaques de 10 kg afin d'être conservée jusqu'au retour à terre.

- La deuxième étape est réalisée à terre. Le surimi base est tout d'abord contrôlé lors de l'entrée à l'usine (contrôle de blancheur, de force du gel, microbiologique, etc.). Plusieurs ingrédients vont lui être ajoutés pour obtenir une pâte onctueuse : fécule (de pomme de terre ou de blé), blanc d'œuf, huile végétale, eau, sel, sorbitol, arômes (naturels ou artificiels de crabe, crevette, langouste, etc.), colorant alimentaire (le paprika désépicé est utilisé pour colorer la surface du surimi en orange), etc. La pâte est ensuite travaillée et étalée en fines couches pour être cuite à la vapeur. Elle est enfin mise en forme (généralement enroulée et scarifiée pour obtenir les bâtonnets), conditionnée, et pasteurisée. Après un dernier contrôle sanitaire, le surimi est conditionné, stocké et acheminé jusqu'aux rayons frais des distributeurs, dans le respect de la chaîne du froid[13].

## Nutrition et santé
Les apports nutritionnels moyens pour 100 g de surimi (soit 6 bâtons environ) sont les suivants :
- Calories : 101 kcal
- Protéines : 9 g. Le surimi renferme des protéines, mais dans des quantités bien moins importantes que le poisson naturel[15], qui en apporte environ 20 g.

- Glucides (sucres) : 12 g. Le surimi comporte donc une quantité non négligeable de glucides ajoutés lors de sa préparation. Il s’agit généralement d’amidon, dont le rôle est de donner une texture agréable au bâton de surimi. Les poissons ne contiennent naturellement pas ou peu de glucides.
- Lipides (matières grasses) : 2 g. Le surimi présente l’avantage d’être peu gras, mais pourvu d’acides gras oméga-3. Cependant les poissons gras (maquereau, thon, sardines…) s'avèrent plus riches en acides gras oméga-3, tout en ayant un rapport oméga-3 / oméga-6 positif.
- Sodium (sel) : 670 mg. Le Programme national nutrition santé (PNNS)[16] recommande une consommation de sel n’excédant pas 5 à 6 g par jour. Ainsi, 100 g de surimi couvrent près de 30 % des apports journaliers recommandés en sel (soit près de 1,5 g de sel), ce qui en fait un aliment potentiellement à éviter pour les personnes sujettes à certaines pathologies (hypertension, rétention d’eau…)
- Fibres : 0 g.
- Vitamines : le surimi est moins riche en vitamines qu’un poisson. Cependant, il comporte de la vitamine A (indispensable pour la vision), de la vitamine E (antioxydante) et de la vitamine B12. Le surimi étant un produit cuit et pasteurisé, il n’expose ni à la toxoplasmose ni à la listériose ; il peut donc être consommé par les personnes les plus sensibles au regard de la sécurité alimentaire, notamment les femmes enceintes[17]. Il convient toutefois d'observer les règles de conservation de tout produit frais : conservation au réfrigérateur, respect des dates de péremption, consommation dans un délai de 24 heures après ouverture de l'emballage[18].

## Consommation, production et emploi
Très peu de données fiables sont disponibles sur les poissons, chairs de poisson et pâtes de poisson (« surimi-base ») utilisés pour le surimi ainsi que sur le surimi lui-même. Selon le sens donné au terme « surimi », les statistiques sont très différentes. Par exemple, à partir d’une tonne de « poissons à surimi », on peut obtenir 250 kg de « chair de poisson à surimi » qui permettront d’obtenir 240 kg de « pâte de poisson » utilisée pour produire 600 kg de surimi au sens propre (produits finis).

### Poissons pour surimi
Les estimations des tonnages de poissons utilisés pour la confection de surimi sont hasardeuses. Le tonnage de poisson pêché est ainsi souvent estimé à partir des estimations de production de surimi-base. Le taux de conversion est de l’ordre de 3,5 à 5 : on produit en moyenne une tonne de surimi-base à partir de 3,5  à   5 tonnes de poisson.
En 2007, il était estimé que la production de surimi dans le monde utilisait deux à trois millions de tonnes de poisson, soit deux à trois pour cent de la production mondiale de poisson.

### Surimi-base

#### Production
La FAO produit des statistiques sur les pâtes de poissons congelées destinées à la production de surimi, soit une partie seulement de l’ensemble des pâtes pour surimi, pour les pays qui lui transmettent des données. Elle estimait la production mondiale de ces pâtes surgelées à 861 000 tonnes en 2004. Si on inclut les autres types surimi-base pour lesquelles les données sont disponibles, on obtient une estimation de production mondiale de surimi-base de 1 155 000 tonnes en 2004. À partir des diverses données disponibles et d’une analyse de leur fiabilité, une étude d’ensemble de la FAO de 2007 proposait comme « meilleures estimations » une production mondiale de surimi-base de 750 000 tonnes en 2004 : États-Unis (250 000 t), Thaïlande (140 000 t), Japon (100 000 t), Chine (80 000 t) et Viet Nam (50 000 t). 
En 2009, un expert de la Surimi School estimait qu'entre 550 000  et   600 000 tonnes de surimi-base étaient produites dans le monde.
Selon Pascal Guenneugues, la production mondiale de surimi-base aurait été de 850 000  à   900 000 tonnes en 2012, 800 000 t en 2013. La production en 2012 et 2013 aurait été de 140 000  et   125 000 t au Vietnam, 90 000  et   75 000 t en Thaïlande, 65 000  et   55 000 t en Inde,.
La production mondiale de surimi-base se serait élevée à 800 000 tonnes en 2015.

#### Commerce international
À l’exception du Japon et — probablement — de la Chine et de l’Inde, les producteurs majeurs de surimi-base exportent une grande partie de leur production. Par exemple, les États-Unis exportent plus de 90 % de leur production, principalement vers le Japon et la Corée du Sud. En 2013, les principaux exportateurs étaient la Chine, le Vietnam, les États-Unis et la Thaïlande.
Le premier importateur mondial est le Japon (315 000 tonnes en 2004). La Corée du sud a importé 134 000 tonnes de surimi-base en 2012, 150 000 en 2013 et 158 000 en 2014. Les données de commerce international de la Chine et de Taïwan sont peu fiables. L’Union Européenne importe presque autant de surimi-base que de surimi prêt à la consommation.

#### Consommation
Selon Guenneugues, la consommation mondiale de surimi-base serait de l’ordre de 800 000 tonnes en 2012 et 850 000 tonnes en 2013.
Le Japon est le pays où la consommation apparente (production + importation - exportation) de surimi-base est la plus élevée (413 000 tonnes en 2004 selon une estimation de la FAO), suivi de la Chine (de 65 000  à   346 000 t en 2004 selon les estimations), de la Corée (environ 100 000 tonnes) et de la Thaïlande (56 000 t en 2004). En Corée du sud, la consommation augmentait de 95 000 tonnes en 1995 à 119 000 tonnes en 2006. Avec des importations de 158 000 tonnes en 2014, la consommation de surimi-base du pays est probablement beaucoup plus élevée.

### Surimi (produits de consommation finale)
La production mondiale de surimi serait de l’ordre de 1 500 000 tonnes par an au début des années 2010, ce qui impliquerait qu’en moyenne mondiale, le surimi contiendrait environ 55 % de surimi-base.
Avec une consommation estimée de 500 000 tonnes par an, le Japon est le premier producteur et consommateur de surimi, principalement sous forme de surimi à frire (200 000 tonnes), de kamaboko et de chikuwa (100 000 tonnes chaque). 
La production française de surimi atteignait 53 576 tonnes en 2012 et 50 925 tonnes en 2013, dont près de 90 % sont consommés en France. La consommation française, qui ne s'élevait qu'à 12 400 tonnes en 1985, atteignait 63 373 tonnes en 2011, puis 60 492 tonnes en 2012 et 57 116 tonnes en 2013. La France est ainsi le premier consommateur européen de surimi, devant l'Espagne (43 000 tonnes ), puis l'Italie (10 800 tonnes) et le Royaume-Uni (environ 10 000 tonnes).
La filière française du surimi représente plus de 1 100 emplois directs chez les fabricants ; si on inclut les emplois indirects, elle représente environ 4 000 emplois. Le chiffre d'affaires total des quatre principaux fabricants français de surimi représentait 218 millions d'euros en 2013.